# Piznate
El piznate es una bebida fría y dulce a base de maíz, similar al agua fresca de maíz. Es una bebida tradicional mexicana, particularmente de los estados de Nayarit, el sur de Sinaloa y también de Guerrero.
Para su elaboración, el maíz es precocido, tostado, molido y desleído en agua. Así se retira el hollejo y se deja fermentar entre por unas horas y hasta un día. Finalmente se endulza con piloncillo y se condimenta con un toque de canela. Se prepara principalmente al inicio de la temporada agrícola, entre abril y mayo.